# Noelle S2200
Noelle S2200 („Victoria“) je komplexní vzdělávací simulátor pro zdravotnictví od společnosti Gaumard, který simuluje rodící matku.
Řada simulátorů Noelle včetně modelu Victoria dokáže reprodukovat události pozorované během donoseného nebo předčasného porodu. Porod lze naprogramovat tak, aby napodoboval mnoho situací od normálního vaginálního porodu po Císařský řez. Lze simulovat také komplikace zahrnující porod koncem pánevním, dystokie ramen, mateřské krvácení nebo prolaps pupečníku. Zdravotnický personál tak může zdokonalit své dovednosti při řešení vážných situací, které se před prací se skutečnými pacienty nemusí často vyskytovat.
Victoria je bezdrátová a obsahuje dobíjecí baterii, která Victoria dokáže provozovat přibližně 8 hodin, když se nepřetržitě používá. Přímo na Victorii lze použít skutečné lékařské vybavení jako je monitor plodu, pulzní oxymetr a monitor krevního tlaku.
Victoria se prodává od roku 2014.

## Použití v České republice
- V roce 2018 byla Victoria zakoupena do Lékařské fakulty Masarykovy univerzity[7]
- V roce 2021 byla Victoria zakoupena do Porodnice u Apolináře.[8]
- V roce 2021 byla Victoria darována Nadačním fondem Vita et Futura Univerzitě Karlově a bude umístěn v prostorách Gynekologicko-porodnické kliniky 1. lékařské fakulty Univerzity Karlovy a Všeobecné fakultní nemocnice v Praze na adrese Apolinářská 18, Praha 2. Cena daru byla 1 996 500 Kč.[9]
- V roce 2023 byla Victoria zakoupena do Lékařské fakulty v Hradci Králové Univerzity Karlovy. Cena byla 2 174 000 Kč.[10]